# Kim Cheol-seok
Kim Cheol-seok (nascido em 6 de março de 1960) é um ex-ciclista olímpico sul-coreano. Cheol-seok representou sua nação nos Jogos Olímpicos de Verão de 1984 em Los Angeles, na prova de estrada individual e no contrarrelógio por equipes.